# Branimir Porobić
Branimir Porobić, in serbo Бранимир Поробић? (Belgrado, 5 gennaio 1901 – Osnabrück, 18 dicembre 1952), è stato un calciatore jugoslavo, di ruolo difensore.